# Claudiu Bleonț

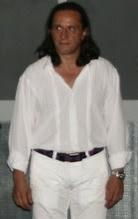
Claudiu Bleonț (2009)

Claudiu Bleonț (* 27. August 1959 in Bukarest) ist ein rumänischer Schauspieler, Komiker und Fernsehmoderator.

## Leben und Karriere
Claudiu Bleonț besuchte dort das Deutsche Goethe-Kolleg Bukarest, das er 1979 abschloss. Anschließend studierte er von 1979 bis 1983 an der Nationaluniversität der Theater- und Filmkunst „Ion Luca Caragiale“. Bereits während seines Studiums übernahm er Theaterrollen. Nach seinem Abschluss war Bleonț von 1983 bis 1990 am Theater in Petroșani engagiert, wo er in zahlreichen Produktionen auftrat. Parallel dazu arbeitete er am Nationaltheater Bukarest und später an weiteren rumänischen Theatern.
Bleonț debütierte 1981 im Film Fata Morgana unter der Regie von Elefterie Voiculescu. Seitdem hat er in über 17 Filmen mitgewirkt. International bekannt wurde er durch Rollen in Produktionen wie Against the Dark (2009) und Return of the Living Dead: Rave to the Grave (2005). Bleonț moderierte die Sendung Duminica în familie („Sonntag in der Familie“) auf TVR1. Neben seiner Arbeit als Darsteller ist Bleonț auch als Synchronsprecher aktiv und lieh unter anderem Figuren in den rumänischen Versionen von Robin Hood (1973) und Kung Fu Panda 2 (2011) seine Stimme.

## Politisches Engagement
Im Jahr 2020 begann Bleonț ein politisches Engagement. 2023 kandidierte er für das Bürgermeisteramt der Gemeinde Beliș im Kreis Cluj für die Partei PNL. Nach einer Niederlage bei den Wahlen zog er sich aus der Politik zurück und widmete sich wieder seiner schauspielerischen Tätigkeit.

## Privatleben
Claudiu Bleonț war mehrfach verheiratet. Seine Ehefrauen waren Irina Tapalaga (1981–1986), Beatrice Rancea (1986–2001) und Andra Negulescu (2001–2012). Später heiratete er Iulia Lazăr, mit der er eine Tochter hat.

## Auszeichnungen und Ehrungen
- 1982: FIPRESCI-Preis beim Festival in New Delhi
- 2004: Kultur-Verdienst-Orden (2004)[2]